# Nola aeschyntela
Nola aeschyntela är en fjärilsart som beskrevs av Dyar 1914. Nola aeschyntela ingår i släktet Nola och familjen trågspinnare. Inga underarter finns listade i Catalogue of Life.